# Sertularia schmidti
Sertularia schmidti is een hydroïdpoliep uit de familie Sertulariidae. De poliep komt uit het geslacht Sertularia. Sertularia schmidti werd in 1914 voor het eerst wetenschappelijk beschreven door Kudelin. 